# Emovanadina

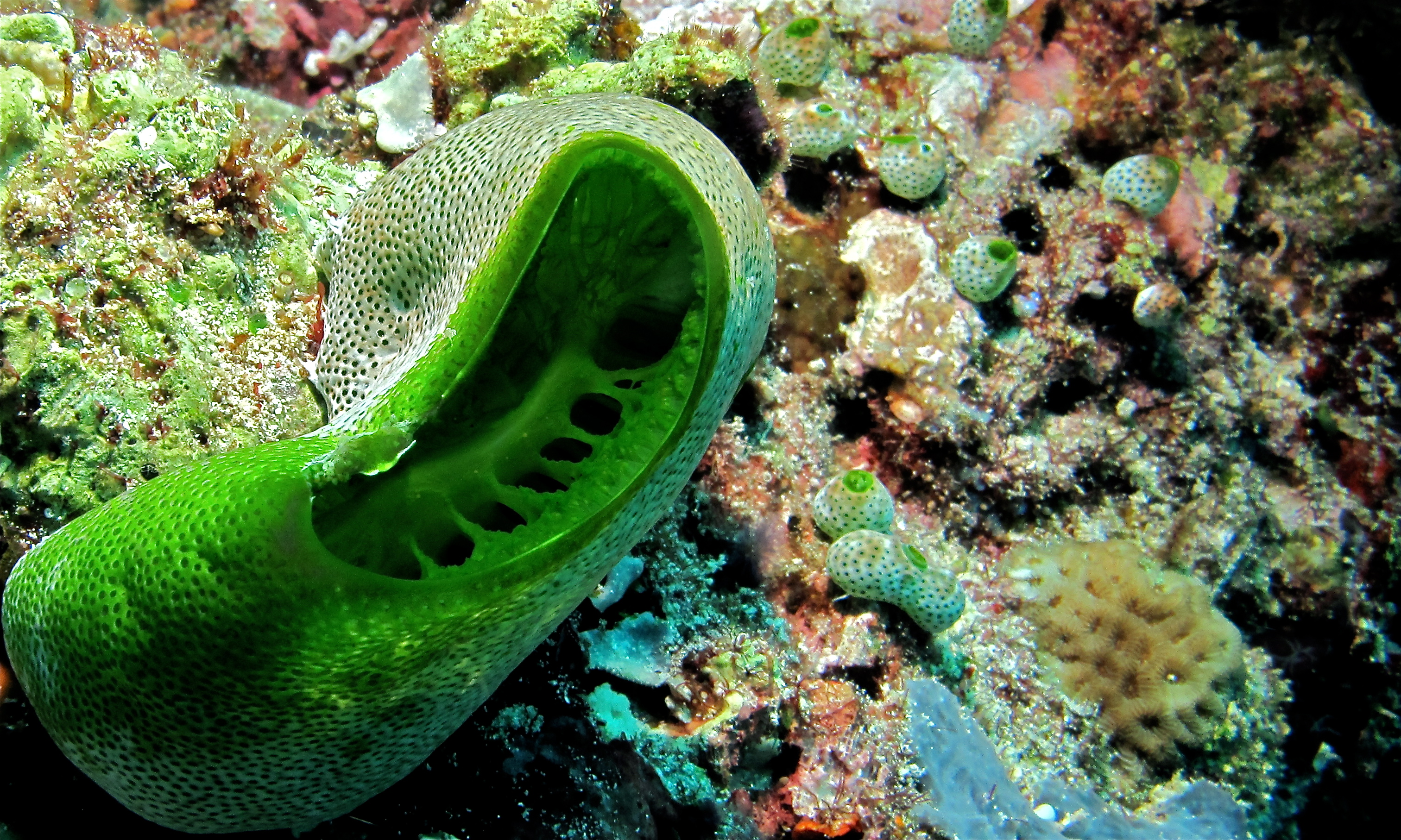
Tunicata (Didemnum molle) al largo di Sulawesi, in Indonesia

L'emovanadina è una proteina vanabina color verde pallido che si trova nelle cellule del sangue (vanadociti) delle ascidie (o tunicati) e di altri organismi (in particolare organismi marini). È una delle poche proteine conosciute che contengono vanadio . Fu il chimico tedesco Martin Henze a rilevare per la prima volta il vanadio nelle ascidie nel 1911. A differenza dell'emocianina e dell'emoglobina, l'emovanadina non trasporta ossigeno.